# Saint-Cyr-du-Ronceray
Saint-Cyr-du-Ronceray és un municipi francès situat al departament de Calvados i a la regió de Normandia. L'any 2007 tenia 662 habitants.

## Demografia

### Població
El 2007 la població de fet de Saint-Cyr-du-Ronceray era de 662 persones. Hi havia 231 famílies de les quals 40 eren unipersonals (12 homes vivint sols i 28 dones vivint soles), 82 parelles sense fills, 97 parelles amb fills i 12 famílies monoparentals amb fills.
La població ha evolucionat segons el següent gràfic:
Habitants censats

### Habitatges
El 2007 hi havia 254 habitatges, 230 eren l'habitatge principal de la família, 18 eren segones residències i 6 estaven desocupats. 246 eren cases i 7 eren apartaments. Dels 230 habitatges principals, 179 estaven ocupats pels seus propietaris, 46 estaven llogats i ocupats pels llogaters i 5 estaven cedits a títol gratuït; 6 tenien dues cambres, 23 en tenien tres, 79 en tenien quatre i 122 en tenien cinc o més. 182 habitatges disposaven pel capbaix d'una plaça de pàrquing. A 109 habitatges hi havia un automòbil i a 105 n'hi havia dos o més.

### Piràmide de població
La piràmide de població per edats i sexe el 2009 era:
| Homes | Edats   | Dones |
| ----- | ------- | ----- |
| 0     | 95 o +  | 0     |
| 0     | 90 a 94 | 12    |
| 4     | 85 a 89 | 12    |
| 0     | 80 a 84 | 8     |
| 12    | 75 a 79 | 20    |
| 32    | 70 a 74 | 36    |
| 8     | 65 a 69 | 8     |
| 4     | 60 a 64 | 16    |
| 20    | 55 a 59 | 8     |
| 32    | 50 a 54 | 24    |
| 20    | 45 a 49 | 32    |
| 24    | 40 a 44 | 16    |
| 32    | 35 a 39 | 20    |
| 20    | 30 a 34 | 28    |
| 12    | 25 a 29 | 4     |
| 28    | 20 a 24 | 8     |
| 32    | 15 a 19 | 28    |
| 28    | 10 a 14 | 24    |
| 36    | 5 a 9   | 20    |
| 8     | 0 a 4   | 20    |

## Economia
El 2007 la població en edat de treballar era de 403 persones, 300 eren actives i 103 eren inactives. De les 300 persones actives 265 estaven ocupades (150 homes i 115 dones) i 35 estaven aturades (15 homes i 20 dones). De les 103 persones inactives 37 estaven jubilades, 36 estaven estudiant i 30 estaven classificades com a «altres inactius».

### Ingressos
El 2009 a Saint-Cyr-du-Ronceray hi havia 231 unitats fiscals que integraven 608,5 persones, la mediana anual d'ingressos fiscals per persona era de 17.357 €.

### Activitats econòmiques
Dels 15 establiments que hi havia el 2007, 3 eren d'empreses alimentàries, 1 d'una empresa de fabricació d'altres productes industrials, 5 d'empreses de construcció, 2 d'empreses de comerç i reparació d'automòbils, 1 d'una empresa d'hostatgeria i restauració, 1 d'una empresa de serveis i 2 d'empreses classificades com a «altres activitats de serveis».
Dels 7 establiments de servei als particulars que hi havia el 2009, 1 era una fusteria, 5 lampisteries i 1 perruqueria.
Dels 4 establiments comercials que hi havia el 2009, 1 era una botiga de més de 120 m², 1 una botiga de menys de 120 m², 1 una fleca i 1 una botiga de roba.
L'any 2000 a Saint-Cyr-du-Ronceray hi havia 9 explotacions agrícoles.

## Equipaments sanitaris i escolars
El 2009 hi havia una escola elemental.

## Poblacions més properes
El següent diagrama mostra les poblacions més properes.